# 仙台市道路元標

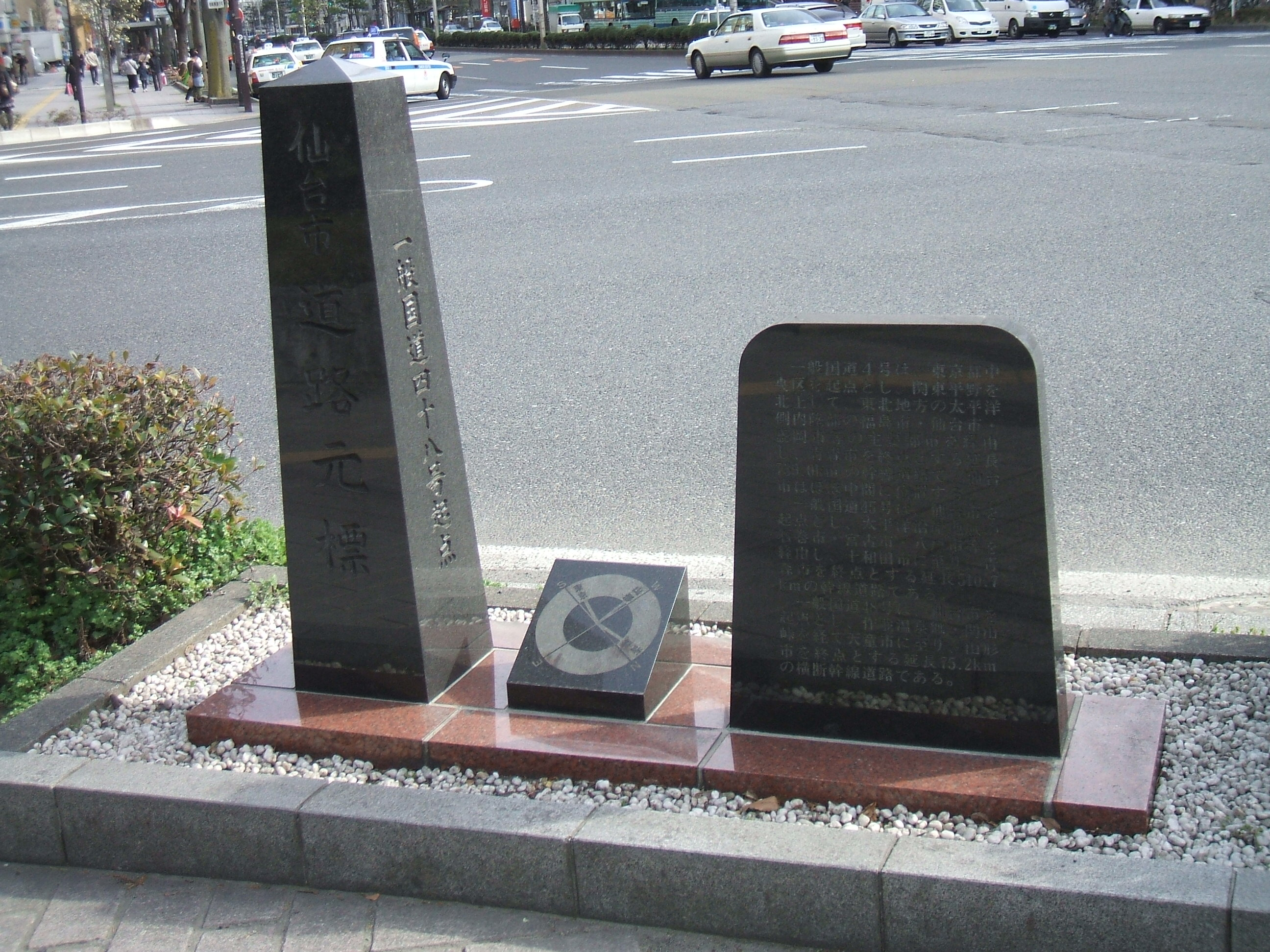
仙台市道路元標と付帯する石碑（表）

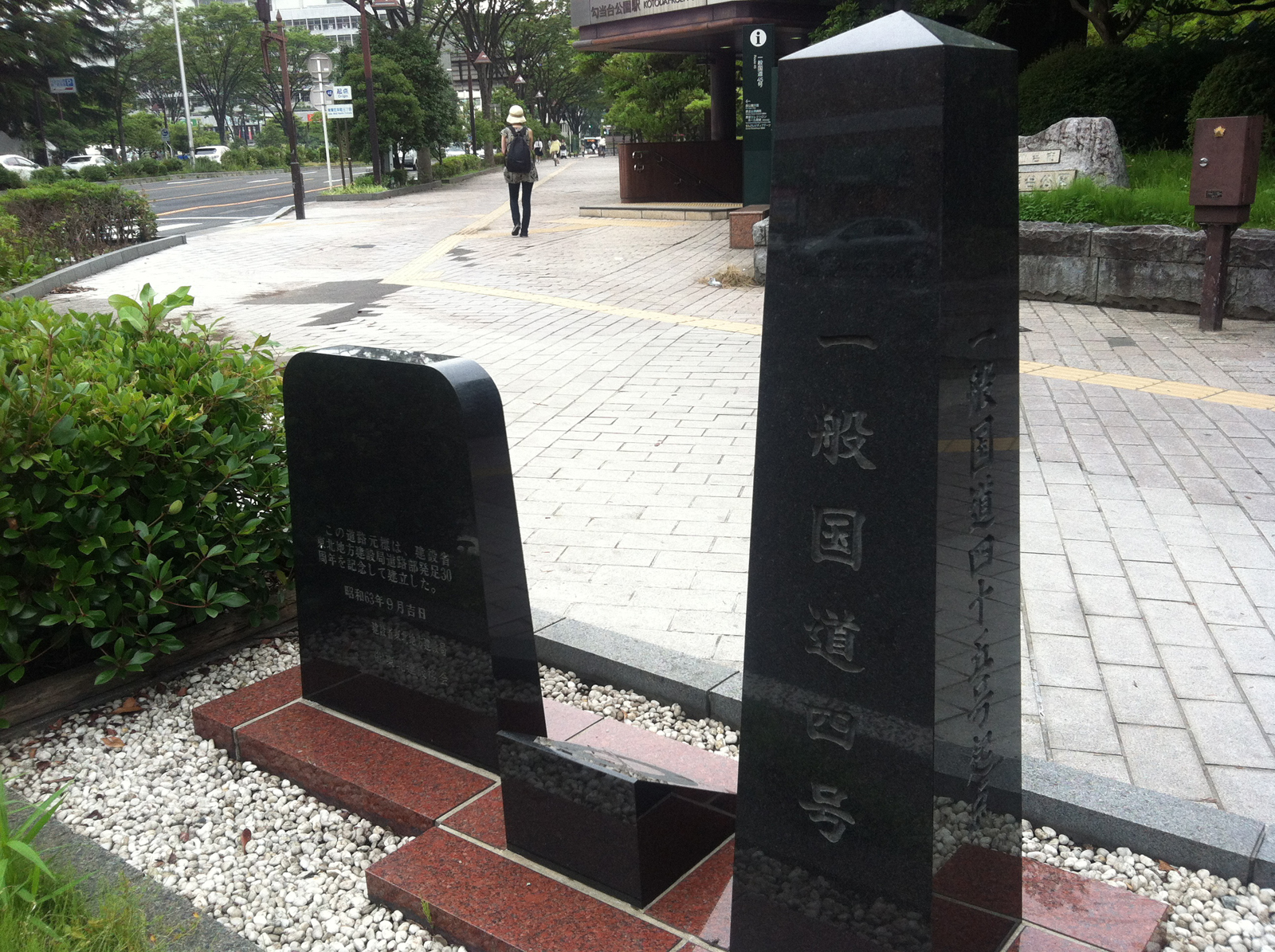
仙台市道路元標と付帯する石碑（裏）

仙台市道路元標（せんだいしどうろげんぴょう）とは、宮城県仙台市青葉区本町3丁目にある道路元標である。
起点となる国道45号・国道48号（国道286号重複）および宮城県道仙台泉線（旧国道4号）の交点である東二番丁定禅寺通交差点角の勾当台公園前に設置されている。
当項目では、道路元標に付帯して設置された案内板などの石碑についてもあわせて説明する。

## 概要
現行の道路元標および付帯する石碑は、建設省東北地方建設局道路部発足30周年記念として1988年（昭和63年）9月に建立されたものである。
「道路元標」と掲題された石碑には、正面（歩道側）に「仙台市道路元標」、左側面に「一般国道四十五号起点」、右側面に「一般国道四十八号起点」、裏側（車道側）に「一般国道四号」とそれぞれ書かれている。
説明版の碑文の内容は以下のとおりである。
正面（歩道側）
一般国道4号は、東京都中央区を起点とし、関東平野を北上して、東北地方の太平洋側内陸部の福島市・仙台市・盛岡市等の主要都市を経由し、青森市を終点とする延長739.0kmの幹線道路で、仙台市はほぼ中間に位置する。
一般国道45号は、仙台市を起点とし、太平洋沿岸地域の石巻市・宮古市・八戸市等を経由し、十和田市に至り、青森市を終点とする延長510.7kmの幹線道路である。
一般国道48号は、仙台市を起点とし、作並温泉郷・関山峠を経て天童市に至り、山形市を終点とする延長75.2kmの横断幹線道路である。
裏面（車道側）
この道路元標は、建設省東北地方建設局道路部発足30周年を記念して建立した。
昭和63年9月吉日 建設省東北地方建設局 （社）東北建設協会